# 涙ながらに
「涙ながらに」（原題： It Keeps Right On A-Hurtin' ）は、ジョニー・ティロットソンが1962年に発表したヒット曲。
ティロットソン自身が作詞作曲し、シングルとして発表。1962年6月16日付のビルボード・Hot 100で3位を記録した。カントリー・チャートは4位、R&Bチャートでも6位を記録。1962年の年間チャートの18位を記録した。

## カバー・バージョン
- シェリー・フェブレー - 1962年のアルバム『The Things We Did Last Summer』に収録。
- ボビー・ダーリン - 1963年のアルバム『You're the Reason I'm Living』に収録。
- マーガレット・ホワイティング - 1968年のシングル。
- エルヴィス・プレスリー - 1969年のアルバム『エルヴィス・イン・メンフィス』に収録。
- ディーン・マーティン - 1970年のアルバム『My Woman, My Woman, My Wife』に収録。
- コンウェイ・トウィッティ - 1975年のアルバム『The High Priest of Country Music』に収録。
- ジーン・シェパード - 1975年のアルバム『I'm a Believer』に収録。
- ビリー・ジョー・ロイヤル - 1987年のアルバム『The Royal Treatment』に収録。